# Helene Stanley
Helene Stanley est une actrice américaine née le 17 juillet 1929 à Gary, Indiana (États-Unis), décédée le 27 décembre 1990 à Los Angeles (États-Unis).

## Filmographie
- 1942 : Girls' Town : Sally
- 1943 : Hi, Buddy : Specialty
- 1943 : Moonlight in Vermont : A Jivin' Jill
- 1945 : Patrick the Great : Member, Jivin' Jills
- 1945 : Frisson d'amour (Thrill of a Romance) : Susan Dorsey
- 1946 : Féerie à Mexico (Holiday in Mexico) : Yvette Baranga
- 1947 : Brick Bradford : Carol Preston
- 1949 : My Dear Secretary : Miss 'Clay' Pidgeon
- 1949 : Bandit King of Texas : Cynthia Turner
- 1949 : Les Fous du roi (All the King's Men) : Helene Hale
- 1950 : Cendrillon (Cinderella): Modèle (Cendrillon)
- 1950 : Suzy... dis-moi oui (A Woman of Distinction) : Bit Role
- 1950 : Quand la ville dort (The Asphalt Jungle) de John Huston : Jeannie, girl in diner
- 1952 : Courrier diplomatique (Diplomatic Courier) : Airline stewardess
- 1952 : Wait 'Til the Sun Shines, Nellie : Eadie Jordan
- 1952 : Un grand séducteur (Dreamboat) : Mimi
- 1952 : Les Neiges du Kilimandjaro (The Snows of Kilimanjaro) : Connie (Harry's first girl)
- 1953 : Einmal kehr' ich wieder... Dalmatinische Hochzeit : Gloria
- 1953 : Roar of the Crowd : Marcy Parker
- 1954 : Carnival Story : Peggy
- 1954 : Davy Crockett, roi des trappeurs (Davy Crockett, King of the Wild Frontier) : Polly Crockett
- 1955 : Dial Red O : Connie Wyatt
- 1959 : La Belle au Bois Dormant (Sleeping Beauty) : Modèle (Aurore/Rose)
- 1961 : Les 101 dalmatiens (One Hundred and One Dalmatians) Voix additionnelle et Modèle (Anita)